# إلبيرة
إلبيرة (بالإسبانية: Elvira) هي إحدى الكور التي كانت تتشكل منها الدولة الأموية في الأندلس. كانت تلك الكورة تقع في الجبهة الجنوبية لسفوح جبل ألبيرة [الإسبانية]، وتشغل مساحة شبه دائرية جنوب بلديات أتارفي وبينوس بوينتي التابعة الآن لمقاطعة غرناطة في إسبانيا، وكانت مساحتها حوالي 332,226 هكتار.
أسسها عبد الرحمن الداخل وأسكنها جند الشام وبعض مواليه ثم خالطهم العرب، وظلت من حواضر الأندلس إلى أن خُرّبت في عهد فتنة الأندلس (400 هـ-422 هـ).